# Звезди (филм)
„Звезди“ (на немски: Sterne) е игрален филм (военен, драма) от 1959 година на режисьора Конрад Волф/ Рангел Вълчанов, по сценарий на Анжел Вагенщайн, копродукция на ГДР и България. Оператор е Вернер Бергман. Музиката във филма е композирана от Симеон Пиронков. Филмът е копродукция на Германската демократична република и България.

## Сюжет
1943 година. Отряд нацистки войници, ескортиращи гръцки евреи към лагера на смъртта Аушвиц по време на Втората световна война, спират в малък български град. Валтер (Юрген Фрорип), подофицер от германската армия, скептично настроен и интелектуално обезверен, най-неочаквано дори и за себе си, се влюбва в еврейското момиче Рут (Саша Крушарска). Това ново усещане го кара да преосмисли случващото се около него и го изправя лице в лице с нехуманната природа на фашизма. Валтер е измъчван от тревожни мисли за ролята, която му е отредено да играе във вечната борба между доброто и злото. Подпомогнат от бойците на българската съпротива, той организира бягството на Рут, но когато настъпва времето за отпътуване на конвоя, Валтер разбира, че е бил измамен за часа на заминаването.

## Актьорски състав
- Саша Крушарска – Рут
- Юрген Фрорип – Валтер
- Ерик Клайн – Курт
- Стефан Пейчев – Бай Петко
- Георги Наумов – Блаше
- Иван Кондов – Бащата на Рут
- Милка Туйкова – Партизанката
- Щилян Кънев – Докторът
- Найчо Петров – Полицейският началник
- Елена Хранова – Старата еврейка
- Лео Конфорти – Старият евреин
- Григор Вачков – Монтьор в работилница
- Юрий Яковлев – Германски офицер
- Ицхак Финци – Гръцки евреин

## Награди
- Първа награда и почетен диплом, Единбург, 1959
- Златно копие на главата на воина от Паленке, Акапулко, 1959
- Първа награда, Лил, 1960
- Награда за най-добър филм, Аделаида, 1961
- Специална награда на журито, Кан, 1959
- Златен медал на Световния фестивал на младежта и студентите, Виена, 1959